# S-Core
Pour les articles homonymes, voir Score.
S-Core est un groupe de heavy metal, aux influences thrash, punk hardcore et sludge, français, originaire de Strasbourg, en Alsace.

## Biographie
Le groupe se forme en octobre 1998 sur les cendres de plusieurs formations strasbourgeoises, comme notamment M.A.F et No Way Out,. En un peu moins de deux ans, le groupe se faire connaître dans l’Est de la France et en Allemagne où il gagne le tremplin inter-Allemagne du Kabarock T.Festival, en 2000.
La première démo quatre titres, Fat and Wet, est publiée en février 2001. Les 600 exemplaires de ce premier opus seront rapidement épuisés, mais plusieurs changements de formation bousculent l’avancée du groupe. C’est après l’intégration de deux membres de Bloodshed, une autre formation strasbourgeoise, et l’arrivée d’un nouveau bassiste que S-Core fixe sa composition. S’ensuivent l’enregistrement d’un titre, Us, qui figurera sur la compilation Trapped in yourself (aux côtés de groupes tels que Gojira, Muckrackers et Hertz and Silence) ainsi qu'une série de concerts à travers la France.
L’année 2003 est celle du tournant pour le groupe. Il publie son premier album, Riot… Process Engaged (M10/Dirty8), produit par Stéphane Buriez (chanteur de Loudblast). L’album, sorti le 4 novembre, remporte un franc succès dès sa sortie, de par ses riffs efficaces, une rythmique énergique et un chant travaillé. Les tournées s’enchaînent alors et, pendant plus de deux ans, le groupe joue dans plusieurs salles françaises et accroît sa notoriété de l’Allemagne aux pays de l’Est, en tournant notamment avec Korn, Hatebreed et Machine Head. En juin 2007, le groupe achève une longue période de composition et retourne en studio, à Budapest (The Bakery), pour donner naissance à son deuxième album, Gust of Rage. Cet album est plus agressif et a pu être rapproché de la scène metalcore. Leur musique exprime des ressentis forts et le deuil.
En 2010, avec l’arrivée d’un nouveau batteur, David Muller, S-Core retourne en studio pour travailler sur un troisième album. Into the Deepest… sort le 25 septembre 2012 chez Dirty8 et Noisehead Records,.
Le 9 octobre 2021, S-Core joue avec Loudblast à la Maison bleue, à Strasbourg, son concert d’adieu.

## Membres

### Membres actuels
- Jean-Christophe Ketterer – voix (2002-2021)
- Bertrand Champredonde – guitare (2002-2021)
- Thomas Ketterer – guitare (2002-2021)
- Christian Mouilleron – basse (2002-2021)
- David Muller – batterie (2010-2021)

### Anciens membres
- Matthieu Barthélémy Lienhard – batterie (2002–2010)

## Discographie

### Albums studio
- 2003 : Riot… Process Engaged
- 2007 : Gust of Rage
- 2012 : Into the Deepest…

### Démo
- 2001 : Fat and Wet